# Divina Pastora de Cantillana

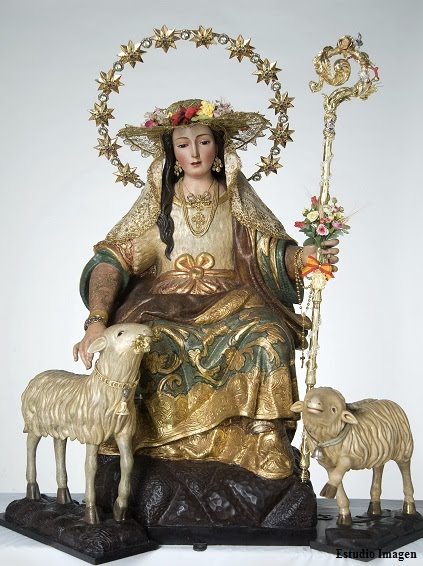
Imagen de la Divina Pastora

La Divina Pastora de las Almas de Cantillana (Sevilla) es una talla religiosa de principios del siglo XVIII,atribuida al imaginero sevillano Francisco Ruiz Gijón. Esta venerada imagen se encuentra en la Iglesia Parroquial de Cantillana, provincia de Sevilla, España y es titular de la Pontificia, Real, Ilustre, Franciscana y Muy Antigua Hermandad del Santo Rosario de la Divina Pastora de las Almas y Redíl Eucarístico. La advocación de la Divina Pastora de las Almas fue creada en 1703 tras una visión, por el Venerable Padre Capuchino Fray Isidoro de Sevilla, de gran devoción hacia María.
La imagen llegó a Cantillana en el primer cuarto del siglo XVIII y recibe culto desde entonces en la Iglesia de Nuestra Señora de la Asunción, donde fue fundada y está establecida su Hermandad. Fue ubicada en varios retablos, hasta que en 1901, con el beneplácito del Arzobispo de Sevilla, Marcelo Spínola y Maestre, se realizó el definitivo camarín antiguo retablo mayor del convento franciscano de cantillana que hasta hoy la acoge, donde está acompañada por un grupo escultórico de varias ovejas representando la grey de Cristo formada por la Iglesia triunfante, la Iglesia purgante y la Iglesia militante, la imagen de San Miguel Arcángel como mayoral del Rebaño de la Divina Pastora y del Buen Pastor, imagen de muy buen talla de escuela sevillana.
Desde su llegada a la localidad ha contado con una ferviente devoción entre todos los habitantes de la misma, celebrándose las grandes fiestas De la Villa de Cantillana enmarcados en sus cultos principales.

## Iconografía de la imagen

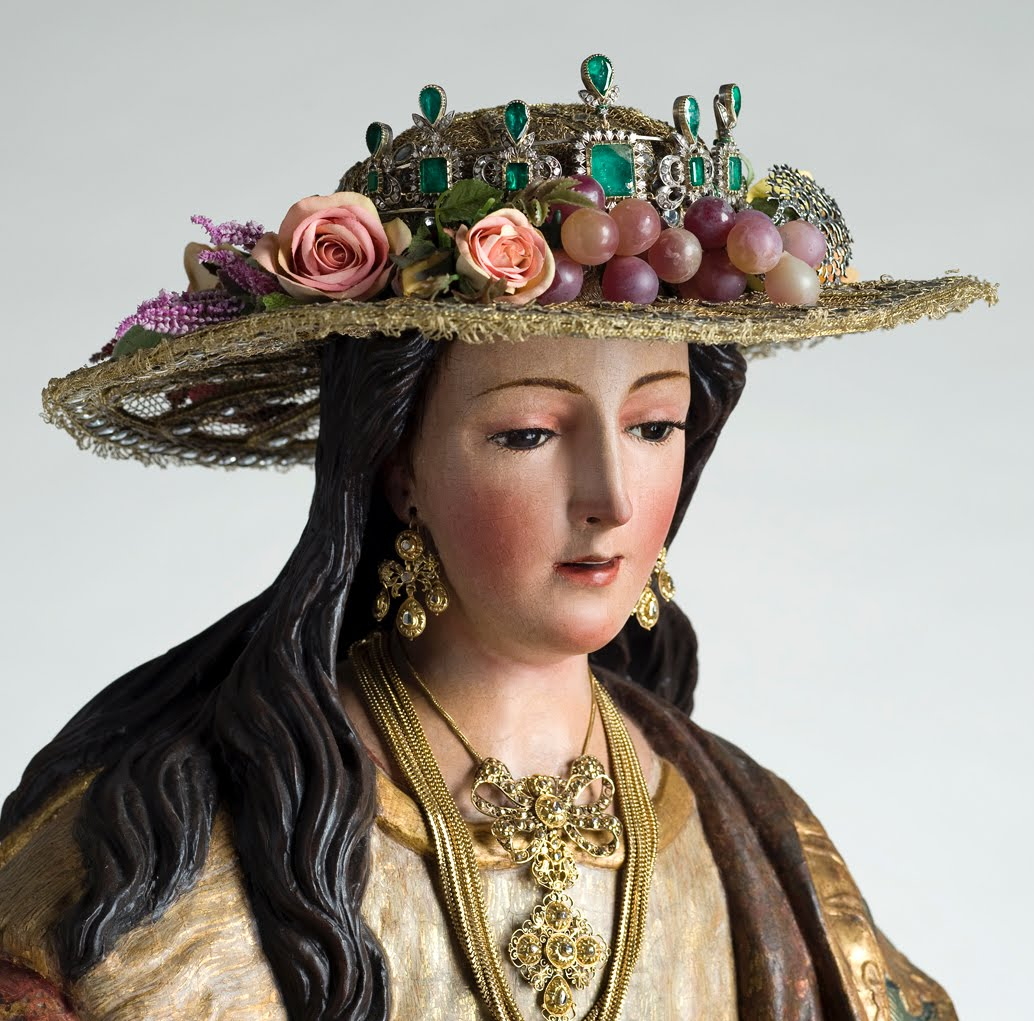
Rostro de la Divina Pastora.

Atribuida al escultor sevillano Francisco Ruiz Gijón, es una talla de principios del siglo XVIII, de 1,07 metros de altura, ricamente estofada y policromada, que representa a la Virgen María en la Dulce Advocación de Divina Pastora de las Almas. El carácter tan infantil y aniñado, delatan a una joven de no más de 15 años. Este carácter infantil es preferido en el barroco sevillano, por la eterna juventud que representa. Abunda la ornamentación de rocalla en toda la imagen, tanto en el tratado del estuco como del estofado. La imagen se muestra en sus ropajes, ceñida y envuelta por un manto verde, con pellica, túnica roja, camisa salmón y camisa blanca de interior, todo esto acorde a las modas propias y a la advocación que se representa.  